# Арсеньев (станция)
Арсеньев — промежуточная железнодорожная станция Владивостокского отделения Дальневосточной железной дороги. Расположена на 82 км линии Сибирцево-Новочугуевка, в городе Арсеньеве.
Неэлектрифицирована. По объёму выполняемой работы станция отнесена к третьему классу.

## История
Станция Даубихе была открыта в 1940 г. в составе участка Манзовка (ныне Сибирцево) — Варфоломеевка.
В этот же период планировалось строительство железнодорожной линии Даубихе — Сучан (ныне Партизанск). Однако в составе этой линии был открыт только участок Сучан — Сергеевка; остальная часть не была построена. К южной горловине станции Арсеньев примыкает 4-километровый задел для этой линии, который используется в качестве подъездных путей к предприятиям города.
В 1952 г. рабочий посёлок Семёновка, в котором находилась станция, был преобразован в город Арсеньев, а в 1972 г., в рамках кампании по переименованию географических объектов на Дальнем Востоке, станция Даубихе была переименована в Арсеньев.
Современное здание вокзала введено в эксплуатацию в 1971 году.
Пассажирское сообщение по станции осуществлялось с 1940-х гг. В 1980-х и начале 1990-х гг. со станции ежедневно отправлялись 5 пассажирских поездов по направлениям Владивосток (2 поезда), Новочугуевка (2 поезда), Хасан (1 поезд). В 2010 г. пассажирское сообщение было полностью прекращено; возобновлено 1 декабря 2018 г.

## Пассажирское сообщение по станции
По состоянию на октябрь 2024 года через станцию Арсеньев раз в два дня следует пара поездов Владивосток-Новочугуевка и Новочугуевка-Владивосток. Поезд имеет статус пригородного и состоит из одного общего вагона.
В здании железнодорожного вокзала находятся справочное бюро, зал ожидания, камера хранения, гостиница и туалет. Кроме того, в этом же здании располагаются билетные кассы автобусной станции Арсеньев. С привокзальной площади отправляются все автобусы пригородного и междугороднего сообщения, а также большинство городских автобусных маршрутов.

## Характеристика станции
К станции прилегают два однопутных перегона в нечётном направлении — Арсеньев-Чернышевка, в чётном направлении Арсеньев-Сысоевка, оборудованные двусторонней полуавтоматической блокировкой для движения пассажирских и грузовых поездов обеих направлений.
Вдоль 1-го пути расположена низкая пассажирская платформа длиной 486 метров для посадки и высадки пассажиров.
Для осуществления оперативного контроля и руководства поездной и маневровой работой на станции имеются следующие устройства связи:
- прямая двусторонняя связь дежурного по станции с дежурными по станции Сысоевка и Чернышевка, с дежурными стрелочных постов № 1 и № 2, с начальником станции, с товарной конторой;
- двусторонняя парковая связь громкоговорящего оповещения;
- двусторонняя поездная и маневровая радиосвязь с машинистами локомотивов.

На станции имеется пункт снабжения локомотивов топливом, песком, водой.
К первому станционному пути стрелкой № 44 примыкает грузовой двор, где производятся операции по приёму и выдаче грузов, сортировке грузов в крытом и открытом подвижном составе, контейнеров.
Станция Арсеньев оборудована маршрутно-контрольными устройствами стрелок и сигналов, с контролем свободности приёмоотправочных путей и стрелочных горловин, с местным питанием входных и выходных сигналов.
На перегоне Чернышевка-Арсеньев против релейного шкафа переезда 79 км установлено чётное устройство КГН (устройство контроля габарита подвижного состава понизу), на перегоне Сысоевка-Арсеньев против релейного шкафа переезда 88 км установлено нечётное устройство КГН, предназначенные для дачи сигнала тревоги дежурному по станции о возможном сходе или наличии в поезде волочащего предмета.

### Станция выполняет следующую работу
- приём и выдача повагонных отправок грузов, допускаемых к хранению на открытых площадках станций
- приём и выдача мелких отправок грузов, требующих хранения в крытых складах станций
- приём и выдача грузов повагонными и мелкими отправками, загружаемых целыми вагонами, только на подъездных путях и местах необщего пользования
- приём и выдача повагонных отправок грузов, требующих хранения в крытых складах станций
- приём и выдача в универсальных контейнерах массой брутто 3,3 (5) и 5,5 (6) т на станциях
- приём и выдача мелких отправок грузов, допускаемых к хранению на открытых площадках станций
- приём и отправление пассажирских поездов

Багажное отделение на железнодорожной станции отсутствует (закрыто в 2009 г.).